# Nicholas Bethell
Pour les articles homonymes, voir Bethell.
Nicholas William Bethell (19 juillet 1938 – 8 septembre 2007), 4e baron Bethell, est un homme politique et historien britannique. Il est l’auteur de sept ouvrages principalement consacrés à l’histoire du communisme en Europe de l’Est, dont le célèbre La Grande Trahison (Flammarion, 1985), traitant des manœuvres de déstabilisations du domino albanais par la CIA et le MI6 (projet Valuable) et du rôle majeur de Kim Philby.

## Biographie
Il étudie à Harrow School puis au Pembroke College (Cambridge).
Membre de la Chambre des lords de 1967 à 1977, il est député conservateur au Parlement européen de 1975 jusqu’à sa démission, en octobre 2003, pour raisons de santé.
Spécialiste des questions de politique étrangère, il s’active depuis les années 1960 à mobiliser les opinions publiques occidentales sur la menace communiste en Europe.
Il fonde, en 1979, Radio Free Kabul et en 1981, il accompagne Margaret Thatcher aux États-Unis pour inciter les Américains à soutenir les Moudjahidines et contribue à la création du Committee for a Free Afghanistan.
Nicholas Bethell est décédé le 8 septembre 2007.